# Arbeitsgemeinschaft der deutschsprachigen Amateurtheaterverbände
Die Arbeitsgemeinschaft der deutschsprachigen Amateurtheaterverbände (AddA) ist eine ständige Arbeitsgemeinschaft der deutschsprachigen Amateurtheater. Sie besteht aus der Bundesarbeitsgemeinschaft Spiel und Theater, dem Bund Deutscher Amateurtheater, dem Österreichischen Bundesverband für außerberufliches Theater, dem Südtiroler Theaterverband und dem Zentralverband Schweizer Volkstheater.

## Gemeinsame Projekte
Beispiele dieser internationalen Zusammenarbeit sind unter anderem der Interkurs, eine Fortbildungsreihe für Multiplikatoren aus den vier deutschsprachigen Ländern und die Internationalen Jugendtheatercamps unter dem Titel „Babylon 4“, die in den Sommermonaten jeweils in einem anderen Land stattfinden.
Im Jahr 1996 wurde die Idee des Interkurses geboren. Vertreter der Amateurtheaterverbände Österreich, Südtirol, der Schweiz und Deutschland haben gemeinsam dieses Projekt entworfen. Der Interkurs steht unter dem Motto „to train the trainer“ – das heißt, Ausbildner, Referenten, Kursleiter zeigen ihre Arbeits- und Herangehensweise an ein Stück. Sie demonstrieren mit allen Kursteilnehmern ihre Methode und erleben die Methoden der Referenten aus anderen Ländern. Ziel ist es, Neues kennen zu lernen, das Eigene zu überprüfen, die Methode zu verfeinern oder allgemein sich im Vergleich mit anderen weiterzuentwickeln.
Einmal jährlich treffen sich die Vorsitzenden der Verbände, die Geschäftsführung und die Öffentlichkeitsreferenten an wechselnden Orten. Gastgeber 2017 war der BDAT. Das Treffen fand vom 3. bis 5. November 2017 in Leipzig statt.